# Nakhtmin
| N35 · M3 · Aa1 · X1 | R22 · R12 | C8 |

| N35 · M3 · Aa1 · X1 | R22 · R12 | C8 |

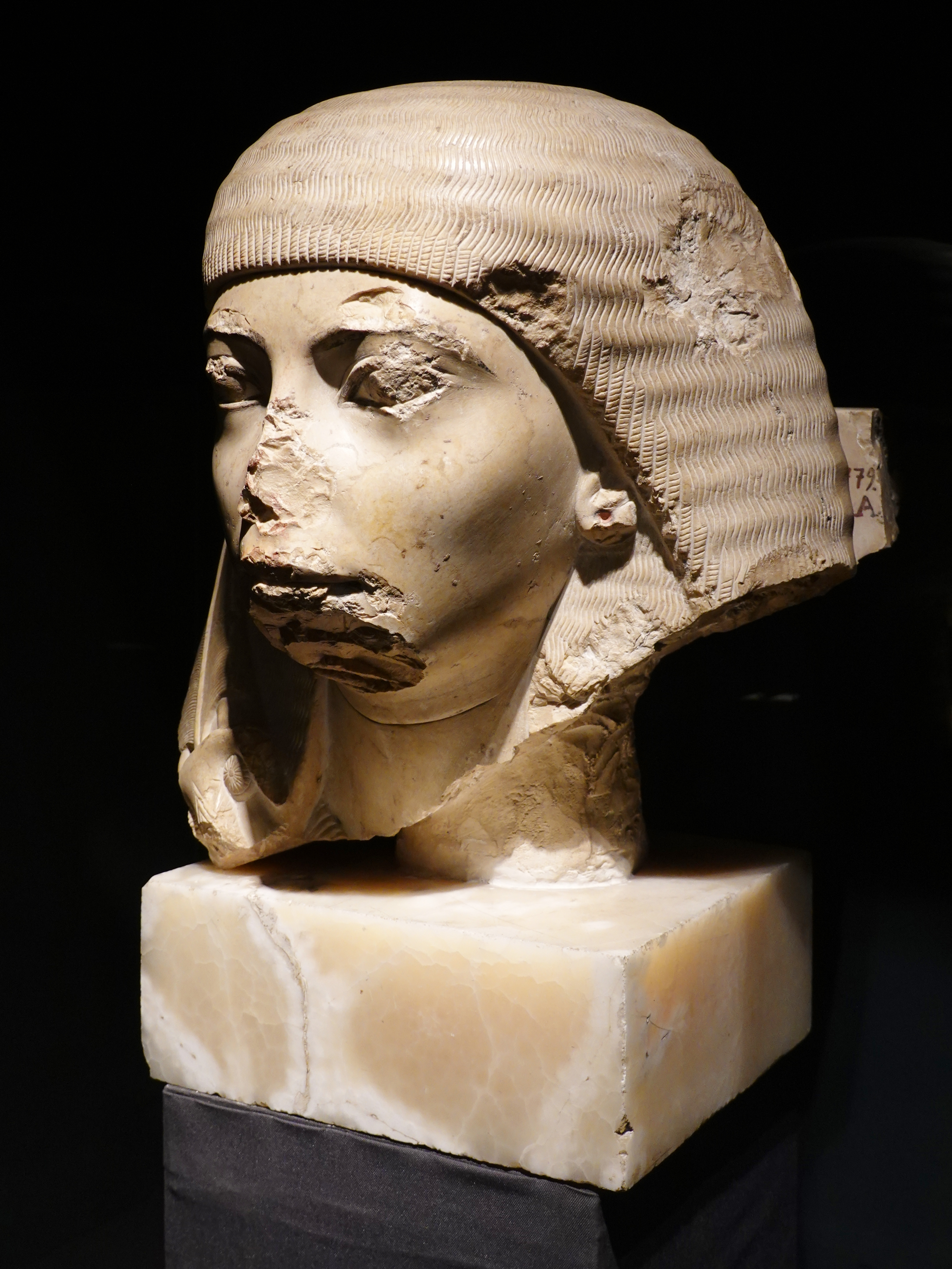
Cabeza de la estatua fragmentada de Najtmin.

Najtmin o Nakhtmin (también Minnajt o Minnakht; en egipcio, Min es victorioso) tuvo la posición de generalísimo durante el reinado del faraón Tutankamón a finales de la Decimoctava Dinastía del Antiguo Egipto. Sus títulos durante el reinado de Tutankamón incluyeron "el sirviente verdadero que es beneficioso para su señor, "el escriba del rey", "el sirviente amado de su señor", "el Portador del Abanico a la derecha del Rey" y "el servidor que hace vivir el nombre de su señor". Estos títulos fueron encontrados sobre cinco ushabtis que Nakhtmin ofreció para el ajuar funerario del faraón Tutankamón.
Fue el príncipe heredero al trono (erpa) durante el reinado del faraón Ay aunque nunca llegó a ocupar el trono. Probablemente murió al término del reinado de Ay, cuando desaparece de todos los registros y Horemheb, el heredero designado por Tutankamón, en cambio ocupó el trono.

## Príncipe de la corona
Probablemente Nakhtmin era hijo de Ay, su madre se conoce por una estatua donde se la denomina "Adoratriz de Min, Cantante de Isis" Iuy. Sería por tanto la primera esposa de Ay y Nakhtmin entonces hermano pleno de Nefertiti. El sucesor elegido por Ay, fue eliminado antes de tener éxito por Horemheb, apoyado por el clero de Amón que veía a Nakthmin demasiado vinculado con los herejes de Amarna. En una bella estatua doble de Nakhtmin y su esposa conservada en el Museo Egipcio de El Cairo, Nakhtmin es identificado como el "Príncipe de la Corona" (jrj-pꜥt) y "el hijo del rey" (zꜣ-nzw). Este título podría ser completado con "el hijo del rey de su cuerpo" lo que le haría hijo carnal (biológico) de Ay, o como "el hijo del Rey de Kush". Como no se conoce ningún Virrey de Kush llamado Nakhtmin, y en esa época el noble Paser era el virrey de Kush, la primera parece la opción más probable.
La estatua con la inscripción sufrió un daño extenso. Solo quedan dos piezas, la cabeza y hombros de Nakhtmin y la parte superior del cuerpo y cabeza de su esposa. En ambas figuras es como si los ojos, la nariz y la boca hubieran sido intencionadamente dañados. Esto ha sido interpretado como alguna forma de Damnatio memoriae. Sus estelas — que habían sido colocadas en su ciudad natal (y de Ay) de Ajmin — también fueron desfiguradas. Se supone que su tumba, que no ha sido descubierta, recibió el mismo tratamiento que la de Ay.

## Otros Najtmin
- Otro hombre llamado Najtmin estaba casado con Mutemnub, una hermana de la segunda esposa de Ay, Tey. Tuvieron un hijo llamado Ay, que era sumo sacerdote de Mut y Segundo Profeta de Amón.
- Otro Najtmin, también  Minnajt (Mnw-nḥt), escriba real y supervisor del doble granero del Alto y Bajo Egipto, era el propietario de la tumba TT87 del que su única información biográfica es la aparecida en esa tumba. Su padre era Sen-Dhout y su hijo, Menjeperraseneb (tumba TT79),[6] también escriba de los graneros del rey.